# Dorota Sybilla Hohenzollern
Dorota Sybilla Hohenzollern, niem. Dorothea Sibylle von Brandenburg (ur. 19 października 1590 w Berlinie, zm. 9 marca 1625 w Brzegu), księżniczka brandenburska, księżna brzeska, córka elektora brandenburskiego Jana Jerzego i Elżbiety anhalckiej. 

## Życiorys
12 grudnia 1610 roku poślubiła Jana Chrystiana, księcia legnicko-brzeskiego, który pod jej wpływem zmienił wyznanie z luterańskiego na kalwińskie. Zmarła 9 marca 1625 roku w Brzegu i została pochowana w tamtejszej kaplicy zamkowej.